# Michael Brown (médecin)
Pour les articles homonymes, voir Michael Brown et Brown.
 (août 2019).
Si vous disposez d'ouvrages ou d'articles de référence ou si vous connaissez des sites web de qualité traitant du thème abordé ici, merci de compléter l'article en donnant les références utiles à sa vérifiabilité et en les liant à la section « Notes et références ».
Michel Stuart Brown, né le 13 avril 1941 à Brooklyn (New York), est un médecin américain, prix Nobel de physiologie ou médecine en 1985 avec Joseph Goldstein pour leurs travaux sur la génétique et l'enzymologie.

## Biographie
Il est le fils aîné d'Harvey Brown, un vendeur textile et Evelyn Brown, une ménagère. Sa sœur Susan est née trois ans plus tard. Quand Michel Brown avait 11 ans la famille déménagea à Elkins Parks, en Pennsylvanie, en banlieue de Philadelphie, où Brown fit sa scolarité au lycée Cheltenham. Fasciné par les sciences, il obtient sa licence de radioamateur dès 13 ans. En même temps, il prend aussi goût au journalisme. Ces deux passions, science et écriture, sont restés essentielles pour Michel Brown, aujourd'hui encore.
Michel Brown obtient son diplôme de chimie en 1962 de l'École des beaux-arts et des sciences de l'université de Pennsylvanie. Il a passé la plupart de son temps au quartier général du journal d'étudiant, le Pennsylvanian Quotidien, comme rédacteur des faits divers et brièvement comme le rédacteur en chef.
En 1966, Michel Brown est reçu docteur en médecine (M.D.) à l'université de Pennsylvanie.
En 1964 il épouse Alice Lapin, une amie d'enfance. Brown et sa femme Alice ont deux filles : Elisabeth (né en 1973) et Sara (né en 1977).
De 1964 à 1966, il est interne à l'hôpital général du Massachusetts à Boston. C'est dans cet hôpital qu'il rencontre Joseph Goldstein, lui aussi stagiaire. Entre eux deux s'établit une amitié et un respect mutuel qui a mené à leur collaboration scientifique à long terme.
Il passe les années 1968-1971 à l'Institut national de santé comme clinicien associé en gastro-entérologie et maladies héréditaires. Il rejoint ensuite le laboratoire de biochimie, dirigé par Earl R. Stadtman, un pionnier sur la recherche des mécanismes enzymatiques. Avec lui, Brown apprend les techniques d'enzymologie et les principes fondamentaux du règlement métabolique. Brown contribue de manière importante au travail du Pr Stadtman, lorsqu'il découvre avec un collègue une enzyme régulatrice dans la synthèse de la glutamine, contrôlée par l'attachement covalent d'un nucléotide, l'uridine.
En 1971, Michel Brown rejoint la division de sastro-entérologie du Département de médecine interne à l'université du Texas à Dallas. La présence de Joseph L. Goldstein rencontré à Boston et son amitié pour celui-ci a fortement motivé son choix. À Dallas, Brown a été recruté par Donald W. Seldin, le Président du Département de médecine interne, une figure de la science médicale. Peu après son arrivée à Dallas, Brown épure partiellement le 3-hydroxy-3-methylglutaryl, une coenzyme-réductase. Cette enzyme qui catalyse l'enzyme de direction taux dans la biosynthèse de cholestérol, alors mystérieuse, était un grand sujet d'étude alors. Lui et Goldstein soutenaient l'hypothèse que les anomalies dans la régulation de cette enzyme étaient la cause de l'hypercholestérolémie familiale, une maladie génétique dans laquelle le cholestérol en excès s'accumule dans le sang et des tissus.
La collaboration scientifique officielle avec Goldstein a commencé un an plus tard, en 1972. Les deux jeunes médecins travaillaient au début dans des laboratoires séparés, mais dès 1974 les laboratoires sont fusionnés. Pendant les années 1970, malgré leur travail de recherche intense, Brown et Goldstein ont continué à fonctionner comme des médecins universitaires. Ainsi, ils travaillaient en clinique à l'hôpital de Memorial Park pendant six à douze semaines par an. Ils ont tenu des postes d'enseignement en génétique médicale. Les contacts entretenus avec un certain nombre de collègues expérimentés et brillants, mais aussi avec des étudiants intéressés, ont facilité leurs efforts de recherche.
En 1974, Brown a été promu au rang de professeur associé de médecine interne à l'Université du Texas. Il devient professeur en 1976. En 1977, il est nommé professeur de médecine et de génétique et directeur du Centre pour maladie génétique à l'institution Paul J. Thomas. En 1985, Brown a été nommé comme le Regental Professor  de l'université du Texas.
Brown a été élu à l'Académie nationale des sciences en 1980. Il est aussi membre de l'Académie américaine des arts et des sciences, de la Société américaine pour l'enquête clinique, de l'Association de médecins américains, de la Société américaine des chimistes biologiques et de la Société américaine pour la biologie cellulaire. Il est un diplomate du Conseil américain de médecine interne et élu au Collège américain des médecins.
Il a été élu à Phi Beta Kappa et l'Alpha d'Oméga Alpha.
De 1974 à 1977 il est chercheur de l'Association américaine du cœur. Il a fait partie de plusieurs comités de relecture incluant la Section d'étude de cytologie moléculaire des instituts nationaux de santé (1974-1977) et les conseils de rédaction du Journal de la recherche sur les lipides, le Journal de biologie de la cellule, athérosclérose et la science.
Il est membre du Conseil de conseillers scientifiques du Fonds d'enfants de Jane Coffin depuis 1980.

## Prix et distinctions
Michel Brown a reçu plusieurs récompenses d'étudiant à l'université de Pennsylvanie, y compris un proctor et la Bourse de jeu (1958-1962), le prix David L. Drabkin en biochimie (1962) et le prix Frederick L. Packard en médecine interne (1966).
Il a reçu aussi le titre de docteur honoris causa de l'université de Chicago (1982), de l'Institut polytechnique Rensselaer (1982) et de l'université de Miami (1996).
Avec son collègue, Goldstein, Brown a partagé les récompenses suivantes :
- Prix Heinrich-Wieland pour la recherche dans le métabolisme des lipides (1974) ;
- Prix Pfizer pour la chimie enzymatique de la Société chimique américaine (1976) ;
- Prix d'Albion O. Bernstein de la Société médicale de l'État de New York (1977) ;
- Prix Passano (1978) ;
- Prix Lounsbery de l'Académie nationale américaine des sciences (1979) ;
- Prix de la Fondation Gairdner Base internationale (1981) ;
- Prix de l'Académie de New York des sciences biologiques et médicales (1981) ;
- Prix Lita Annenberg Hazen(1982) ;
- Prix V. D. Mattia de l'Institut de Roche de biologie moléculaire (1984) ;
- Prix de recherche distinguée de l'Association des universités médicales américaines (1984) ;
- Prix d'accomplissement de recherche de l'Association américaine du cœur (1984) ;
- Prix Louisa-Gross-Horwitz (1984) ;
- Prix 3M des sciences de la vie de la Fédération des sociétés américaines pour la biologie expérimentale (1985) ;
- Prix William-Allan de la Société américaine de génétique humaine (1985) ;
- Prix Albert-Lasker pour la recherche médicale fondamentale (1985).
- Prix Nobel de physiologie ou médecine (1985).

## Autres
Brown et Goldstein ont assuré ensemble les cours suivants :
- Harvey Lecture (1977) ;
- Cours Christian A. Herter à l'université Johns-Hopkins (1979) ;
- Cours Harry Steenboch à l'université du Wisconsin à Madison (1980) ;
- forgeron, Kline et cours français à l'université de Californie à Berkeley (1981) ;
- Cours Duff commémoratif de l'Association américaine du cœur (1981) ;
- Cours Doisy à l'université de l'Illinois à Urbana-plaine (1983) ;
- le premier Cours de Pfizer en l'honneur de Konrad Bloch à l'université Harvard (1985) ;
- le Cours de Berzelius au Karolinska Institut à Stockholm (1985).